# Kaavi
Kaavi er en kommune i Finland. Kommunen ligger i landskabet Norra Savolax. Kommunen og landskabet hører administrativt under Østfinlands regionsforvaltning.
Kaavi havde i 2015 3.204 indbyggere og dækker et areal på 789,6 km² hvoraf 115,6 km² er vand. Kommunen er rent finsksproget.

## Afstande
| By        | Afstand | Retning |
| --------- | ------- | ------- |
| Helsinki  | 445 km  | SV      |
| Kuopio    | 56 km   | V       |
| Oulu      | 334 km  | NV      |
| Rovaniemi | 513 km  | N       |
| Tampere   | 352 km  | SV      |
| Turku     | 508 km  | SV      |
| Vaasa     | 411 km  | V       |

| By               | Afstand | Retning |
| ---------------- | ------- | ------- |
| Petrozavodsk     | 435 km  | SØ      |
| Sankt Petersborg | 450 km  | S       |

## Venskabsbyer
- Mõniste (1991-)
- Võrumaa (1990-)[3]